# Joseph Dempsie

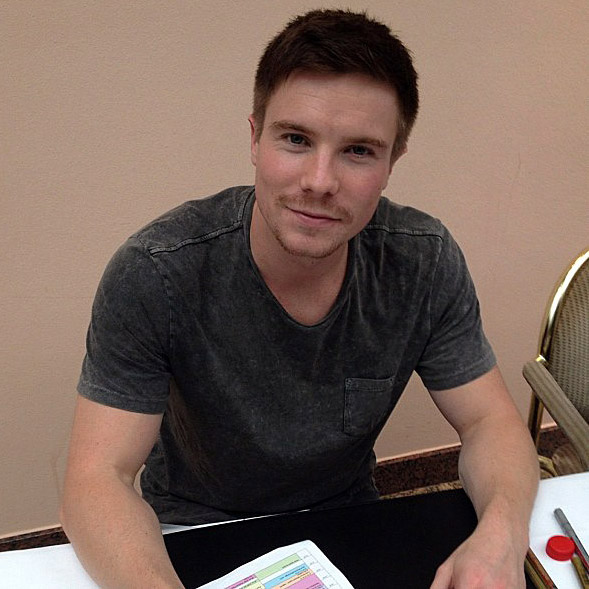
Joseph Dempsie, 2012

Joseph Maxwell Dempsie, seit 2004 meist Joe Dempsie genannt (* 22. Juni 1987 in Liverpool, England) ist ein britischer Schauspieler, bekannt unter anderem durch seine Rolle als Chris Miles in der britischen Fernsehserie Skins – Hautnah (2007–2008) und Gendry in Game of Thrones (2011–2019).

## Leben und Karriere
Joseph Maxwell Dempsie wurde 1987 in Liverpool geboren, wuchs aber in Nottingham auf. Er absolvierte einen Schauspielkurs am Central Junior Television Workshop in Nottingham, während er die West Bridgford School in Bridgford, Nottinghamshire besuchte. Bühnenerfahrung sammelte Dempsie in den Stücken Nottingham Trent’s, The Pillowman, Dark of the Moon, Nine, Second Last in the Sackrace, Sandfield Centre’s Alfie und Jesse Carlton Junior Workshop’s Who is Jesse Flood.
Seit 2004 benutzt Dempsie offiziell den Namen Joe Dempsie, statt Joseph Dempsie. Seinen Durchbruch hatte er 2007–2008 mit der Rolle des Chris Miles in der Fernsehserie Skins – Hautnah. Ansonsten spielte Dempsie in einigen britischen Fernsehproduktionen wie Doctors, Doctor Who, Peak Practice und Sweet Medicine mit und in Filmen wie One for the Road und Heartlands – Mitten ins Herz. 2010 war Dempsie in der Radioserie Once Upon a Time als Steven auf BBC Radio 4 zu hören. 2011 hatte er eine Hauptrolle als Bösewicht in der Fernsehserie The Fades. In der mehrfach ausgezeichneten HBO-Serie Game of Thrones spielte er zwischen 2011 und 2019 Gendry, den Bastardsohn Robert Baratheons.
Seine deutschen Stimmen stammen meist von Tobias Nath und Alex Turrek.

## Persönliches
Dempsies Familie lebt in Crosby und South Liverpool. Er hat eine vier Jahre jüngere Schwester, welche mit einer geistigen Behinderung lebt und im Rollstuhl sitzt. Sie ist Mitglied der 36th Nottingham Girl Guides.

## Filmografie (Auswahl)
- 2000: Peak Practice (Fernsehserie, Folge 10x10)
- 2001–2004: Doctors (Fernsehserie, 2 Folgen)
- 2002: Heartland – Mitten ins Herz (Heartlands)
- 2003: One for the Road
- 2003: Sweet Medicine (Fernsehserie, Folge 1x02)
- 2005: Born and Bred (Fernsehserie, Folge 4x03)
- 2007–2008: Skins – Hautnah (Skins, Fernsehserie, 18 Folgen)
- 2008: Doctor Who (Fernsehserie, Folge 4x06)
- 2008: Merlin – Die neuen Abenteuer (Merlin, Fernsehserie, Folge 1x10)
- 2009: Spirited (Kurzfilm)
- 2009: The Damned United – Der ewige Gegner (The Damned United)
- 2010: This Is England ’86 (Miniserie)
- 2010: Edge
- 2011: Blitz – Cop-Killer vs. Killer-Cop (Blitz)
- 2011: The Fades (Fernsehserie, 4 Folgen)
- 2011–2013, 2017–2019: Game of Thrones (Fernsehserie, 24 Folgen)
- 2014: Monsters: Dark Continent
- 2015: Bum Bum Bum
- 2016: One of Us (Fernsehserie, 4 Folgen)
- 2018–2019: Deep State (Fernsehserie, 16 Folgen)
- 2020: Nur für Erwachsene (Adult Material, Miniserie, 4 Folgen)
- 2025: Toxic Town (Fernsehserie)